# Genesis (album Busty Rhymesa)
Genesis – piąty album studyjny amerykańskiego rapera Busty Rhymesa wydany W 2001 roku.

## Lista utworów
1. "Intro"
2. "Everybody Rise Again"
3. "As I Come Back"
4. "Shut ’Em Down 2002"
5. "Genesis"
6. "Betta Stay Up In Your House"  (gość. Rah Digga)
7. "We Got What You Want"
8. "Truck Volume"
9. "Pass the Courvoisier"  (gość. P. Diddy)
10. "Break Ya Neck"
11. "Bounce (Let Me See Ya Throw It)"
12. "Holla"
13. "Wife in Law"  (gość. Jaheim)
14. "Ass on Your Shoulders"  (gość. Kokane)
15. "Make It Hurt"
16. "What It Is"  (gość. Kelis)
17. "There’s Only One"  (gość. Mary J. Blige)
18. "You Ain’t Fuckin' Wit Me"
19. "Match the Name With the Voice"  (gość. Flipmode Squad)
20. "Bad Dreams"